# Bituruna
Bituruna is een gemeente in de Braziliaanse deelstaat Paraná. De gemeente telt 32.803 inwoners (schatting 2009).

## Aangrenzende gemeenten
De gemeente grenst aan Coronel Domingos Soares, Cruz Machado, General Carneiro, Palmas, Pinhão, Porto Vitória en União da Vitória.